# Hopus
Hopus is een Belgisch bier. Het wordt gebrouwen door Brouwerij Lefebvre, gevestigd te Quenast (een deelgemeente van Rebecq in de provincie Waals-Brabant).

## Achtergrond
De naam Hopus is een samenvoeging van hop en opus (Latijn voor "werk"). Het bier werd in 2008 gelanceerd. In 2010 won het reeds een zilveren medaille op de Australian International Beer Awards in de categorie Belgian and French style ales packaged - Strong golden ale.

## Varianten
- Hopus is een goudblond bier van hoge gisting met een alcoholpercentage van 8,3%. Het aroma is fris met een vleugje limoen. Het bier wordt verkocht in beugelflessen van 33 cl. In cafés wordt het geschonken in een hoog glas met een afzonderlijk klein glaasje voor het restgist. Men kan dan kiezen of men dit bij het bier giet of niet.
- Hopus Primeur 2013, goudblond met een alcoholpercentage van 8,3%. Een beperkte versie van de Hopus, uitgebracht in het voorjaar van 2013 met extra dry hopping met een zesde (aroma)hop Citra.